# Madzsdi Abdelgáni
Madzsdi Abdelgáni Szajd Ahmed (arabul: مجدي عبد الغني سيد أحمد); (Kairó, 1959. július 27. – ) egyiptomi válogatott labdarúgó. 

## Pályafutása

### Klubcsapatban
1977 és 1988 között az el-Ahlí játékosa volt, melynek tagjaként négy bajnoki címet (1982, 1985, 1986, 1987) szerzett és két alkalommal (1982, 1987) nyerte meg a bajnokcsapatok Afrika-kupáját. 1988 és 1992 között Portugáliában a Beira-Mar csapatában játszott. 1992 és 1993 között az Al Masri, 1993 és 1994 között az Al Mokavloon labdarúgója volt.

### A válogatottban
1981 és 1992 között 93 alkalommal szerepelt az egyiptomi válogatottban és 34 gólt szerzett. Részt vett az 1990-es világbajnokságon, ahol a Hollandia elleni csoportmérkőzésen büntetőből volt eredményes. Az Írország és az Anglia elleni találkozón is kezdőként lépett pályára. Tagja volt az 1986-os afrikai nemzetek kupáján aranyérmet szerző válogatott keretének és részt vett az 1984. évi nyári olimpiai játékokon, illetve az 1984-es és az 1992-es afrikai nemzetek kupáján.

## Sikerei, díjai
el-Ahlí SC
- Egyiptomi bajnok (4): 1981–82, 1984–85, 1985–86, 1986–87
- Bajnokcsapatok Afrika-kupája győztes (2): 1982, 1987
- Kupagyőztesek Afrika-kupája győztes (3): 1984, 1985, 1986
- Afro-ázsiai klubok kupája győztes (1): 1988

Egyiptom
- Afrikai nemzetek kupája győztes (1): 1986